# Luchthaven Oegolny
Luchthaven Oegolny (Russisch: Аэропорт Угольный), ook Leninka, Ugolnyye Kopi en Ugolnoye genoemd, is een luchthaven in Rusland die is bestemd voor zowel publieke als militaire doeleinden. Het ligt op 11 kilometer afstand van Anadyr; het wordt daarvan gescheiden door een estuarium. In de jaren 50 werd het vliegveld gebruikt als opslaglocatie voor bommenwerpers als de Tupolev Tu-95 en de Tupolev Tu-22M, maar tijdens de Koude Oorlog werd het een publieke luchthaven voor vluchten in de regio van Chukotka. 

## Luchtvaartmaatschappijen en bestemmingen
- Bering Air (Anchorage, Nome)
- Chukotavia (Egvekinot, Keperveyem, Lavrentiya, Markovo, Pevek, Providenia)
- Yakutia Airlines (Magadan, Moskou, Pevek, Chabarovsk)